# Green Kendrick
Green Kendrick var en amerikansk politiker som var vald till viceguvernör i Connecticut för Whigpartiet från 1851 till 1852.
Kendrick var sitt partis kandidat till guvernörsposten i valet 1852, men besegrades av den sittande demokratiske guvernören Thomas H. Seymour, han fick 45 procent av rösterna. Han tjänstgjorde senare som talman i Connecticuts representanthus mandatperioderna 1854 och 1856.